# 어메이저
어메이저(amazer)는 누구나 손쉽게 찍을 수 있는 셀카부터 연기, 댄스, 패션 스타일 등의 탤런트까지 다양한 영상으로 실시간 배틀을 겨루는 글로벌 동영상 플랫폼이다. 
어메이저의 가장 큰 특징은 배틀이라는 새로운 형식으로 전 세계의 10대 유튜브 크레에이터와 소셜 인플루언서들이 배틀을 통해 트렌디한 미션에 참여하며, 스스로 미션을 생성한다. 어메이저의 배틀은 한 화면에 두 명의 영상이 등장하고, 투표자는 해당 영상을 좌·우측으로의 스와이프를 통해 투표하는 방식으로 우수 영상을 선정할 수 있다. 이용자가 스스로 만드는 미션으로 트렌디한 콘텐츠 생산을 유도하고, 배틀을 통해 양질의 콘텐츠가 주목을 받음으로써 생산자와 소비자 양쪽 모두의 가치를 증대시키는 플랫폼으로 주목을 받고 있다. 
어메이저는 현재 영어를 기본으로 스페인어, 중국어, 일본어 등 총 7개국의 언어로 서비스되고 있다. 특히 독일과 폴란드 등 유럽과 북미 지역의 이용자들 중심으로 전 세계 170개 국가에서 이용자들을 확보하고 있으며 2017년 5월 구글이 선정한 유망한 스타트업에 선정되어 구글 캠퍼스 서울에 합류하였다. 이후 6월에는 구글 플레이가 ‘숨겨진 보석' 애플리케이션(앱)으로 선정되었으며,  8월에는 높은 이용자 평점(4.5점)과 사용자 편의성 등으로 전세계 구글 플레이에 피쳐드 되었다. 이용자들의 재능을 통해 전 세계 사람들을 이어주는 글로벌 서비스를 지향하고 있다.